# The Dillards
The Dillards est le nom d'un groupe américain de musique bluegrass originaire de la ville de Salem dans le Missouri. Ils acquièrent la célébrité aux États-Unis grâce à leur présence dans l'émission de télévision The Andy Griffith Show où ils tiennent le rôle du groupe The Darlings.

## Composition
Les Dillards se forment à l'origine autour d'un noyau familial composé de Douglas Flint « Doug » Dillard au banjo, Rodney Adean « Rod » Dillard à la guitare et au dobro, Roy « Dean » Webb à la mandoline et Mitchell Franklin « Mitch » Jayne à la contrebasse. La formation évolue ensuite à de nombreuses reprises et intègre successivement plusieurs autres musiciens.

## Célébrité télévisuelle
Les Dillards deviennent célèbres en jouant le rôle du groupe fictif de bluegrass The Darlings dans la série The Andy Griffith Show diffusée dans les années 1960. Beaucoup d'américains découvrent à cette occasion la musique de bluegrass. Le groupe est mené par l'acteur Denver Pyle qui joue le rôle de leur père Briscoe Darling.
L'apparition du groupe dans la série est récurrente de 1963 à 1966.

## Influences
Les Dillards sont l'un des premiers groupes de bluegrass à avoir électrifié leurs instruments au milieu des années 1960. Ils sont considérés comme l'un des pionniers de différents genres comme le country rock ou le bluegrass progressif, et ont exercé une influence notable sur des artistes comme les Eagles, les Byrds et Elton John. En 1972, ils font partie de la tournée américaine de ce dernier.